# Max Herzog
Max A. M. Herzog (* 21. Oktober 1926 in Brünn, heimatberechtigt in Zofingen; † 15. Januar 2012 in Solothurn) war ein Schweizer Bauingenieur.
Herzogs Eltern waren Sudetendeutsche. Sein Vater war Bauingenieur zunächst an der Deutschen Technischen Hochschule in Brünn und dann Dozent an der Technischen Hochschule Graz, wo auch Herzog studierte. Nach dem Diplom ging er 1951 zur Firma Ed. Ast (wo Adolf Pucher sein Chef war) und kurz danach zu einem Ingenieurbüro in die Schweiz (in Zofingen). 1956 wurde er an der TH Graz promoviert (Über die Berechnung beliebig geformter Gewölbestaumauern nach der Schalentheorie, Bautechnik 1956). 1962 eröffnete er ein eigenes Ingenieurbüro in Aarau. Er projektierte zahlreiche Brücken. Sein erster Entwurf für ein Brückenprojekt wurde nach Teilnahme an einem nationalen Schweizer Wettbewerb 1954 angekauft. Zu seinen Brücken gehört die Brücke über die Aare bei Döttingen (1972), die Brücke über die Aare bei Ruppoldingen (1978) und 1980/81 die zweite Rhone-Brücke bei Brig im Wallis. Er entwarf auch eine Hängebrücke über den Bosporus (1965), die zwar nicht dort, aber 1973 in Südkorea (in kleinerem Massstab) realisiert wurde. Er befasste sich mit den unterschiedlichsten Baukonstruktionen, unter anderem mit Hangrutschungen, Bogenstaumauern, Wellenbrechern, Tunnelbau.
Herzog veröffentlichte zahlreiche Aufsätze (unter anderem in der Bautechnik, Stahlbau, Bauingenieur und Beton- und Stahlbetonbau) und mehrere Bücher mit vereinfachten baustatischen Überschlagsrechnungen und Schadensanalysen. Er entwickelte statische Näherungsverfahren zum Beispiel für Bogenstaumauern und befasste sich auch mit Geschichte der Bautechnik.
Herzog heiratete 1957 und hatte fünf Kinder. Er wohnte in Solothurn.

## Schriften
Herzog veröffentlichte ab 1954 über 340 Aufsätze. Zu seinen Büchern zählen:
- Elementare Tunnelbemessung. Werner Verlag, Düsseldorf 1999, ISBN 3-8041-2076-8.
- Elementare Berechnung von Seilbrücken. Werner Verlag, Düsseldorf 1999, ISBN 3-8041-2083-0
- Kurze baupraktische Festigkeitslehre. Werner Verlag, Düsseldorf 1996, ISBN 3-8041-2031-8.
- Beispiele prüffähiger Festigkeitsnachweise mit baupraktischen Näherungen. 4 Bände. Werner Verlag, Düsseldorf 1994/95 (Bd. 1 Hoch- und Industriebau, Bd. 2 Brückenbau, Bd. 3 Grund-, Hafen- und Tunnelbau, Bd. 4 Konstruktiver Wasserbau).
- Schadensfälle im Stahlbeton- und Spannbetonbau, Werner Verlag 2000
- Schadensfälle im Stahlbau und ihre Ursachen, Werner Verlag 1998
- Elementare Talsperrenstatik, Werner Verlag 1998
- Baupraktische Bemessung von Stahlbetonschalen, Werner Verlag, 1997
- Kurze Geschichte der praktischen Baustatik und Baudynamik in der Praxis, Werner Verlag 2010
- Vereinfachte Bemessung im Stahl- und Verbundbau, Werner Verlag 1997
- Wirtschaftliche Stahlbeton- und Spannbetonbemessung, 5 Bände, Berlin: Bauwerk-Verlag 2001–2005

Zu seinen Aufsätzen zählen:
- Entwicklung des Konstruktiven Betonbaus. Ein Kurzporträt, Beton- und Stahlbetonbau Spezial, Ernst und Sohn 2005